# Eragrostis spectabilis
Eragrostis spectabilis är en gräsart som först beskrevs av Frederick Traugott Pursh, och fick sitt nu gällande namn av Ernst Gottlieb von Steudel. Eragrostis spectabilis ingår i släktet kärleksgrässläktet, och familjen gräs. Inga underarter finns listade i Catalogue of Life.

## Bildgalleri

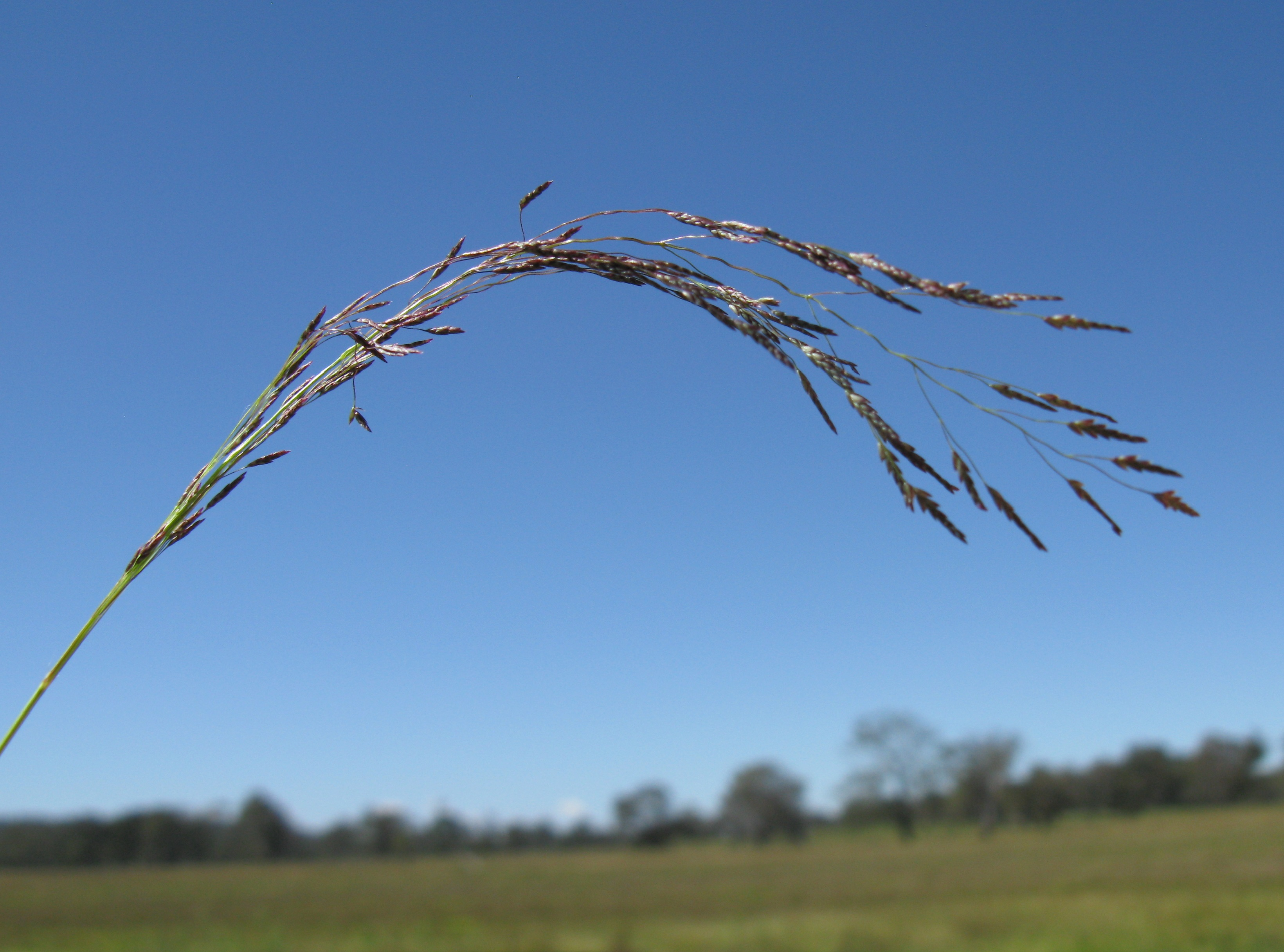
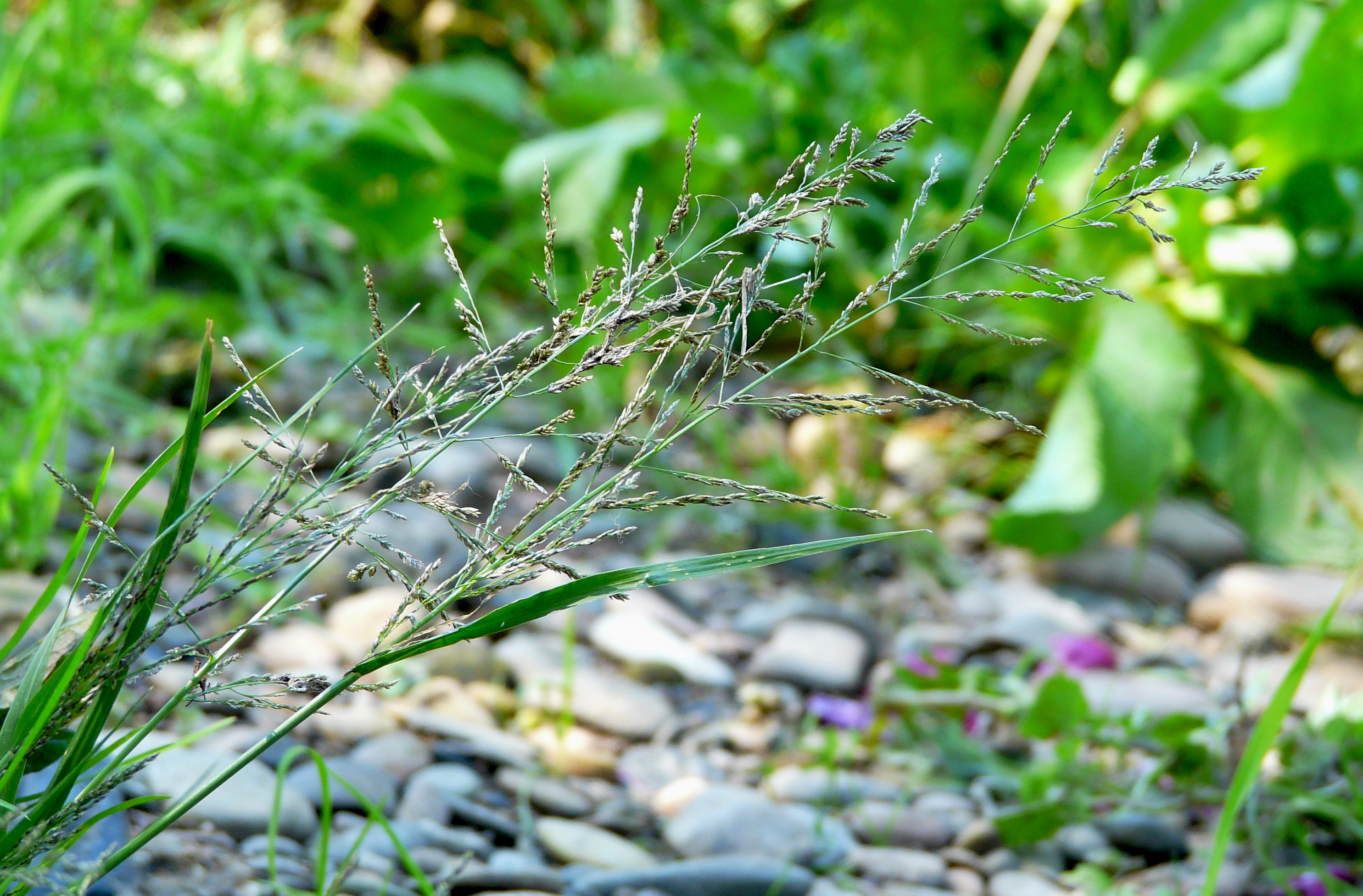
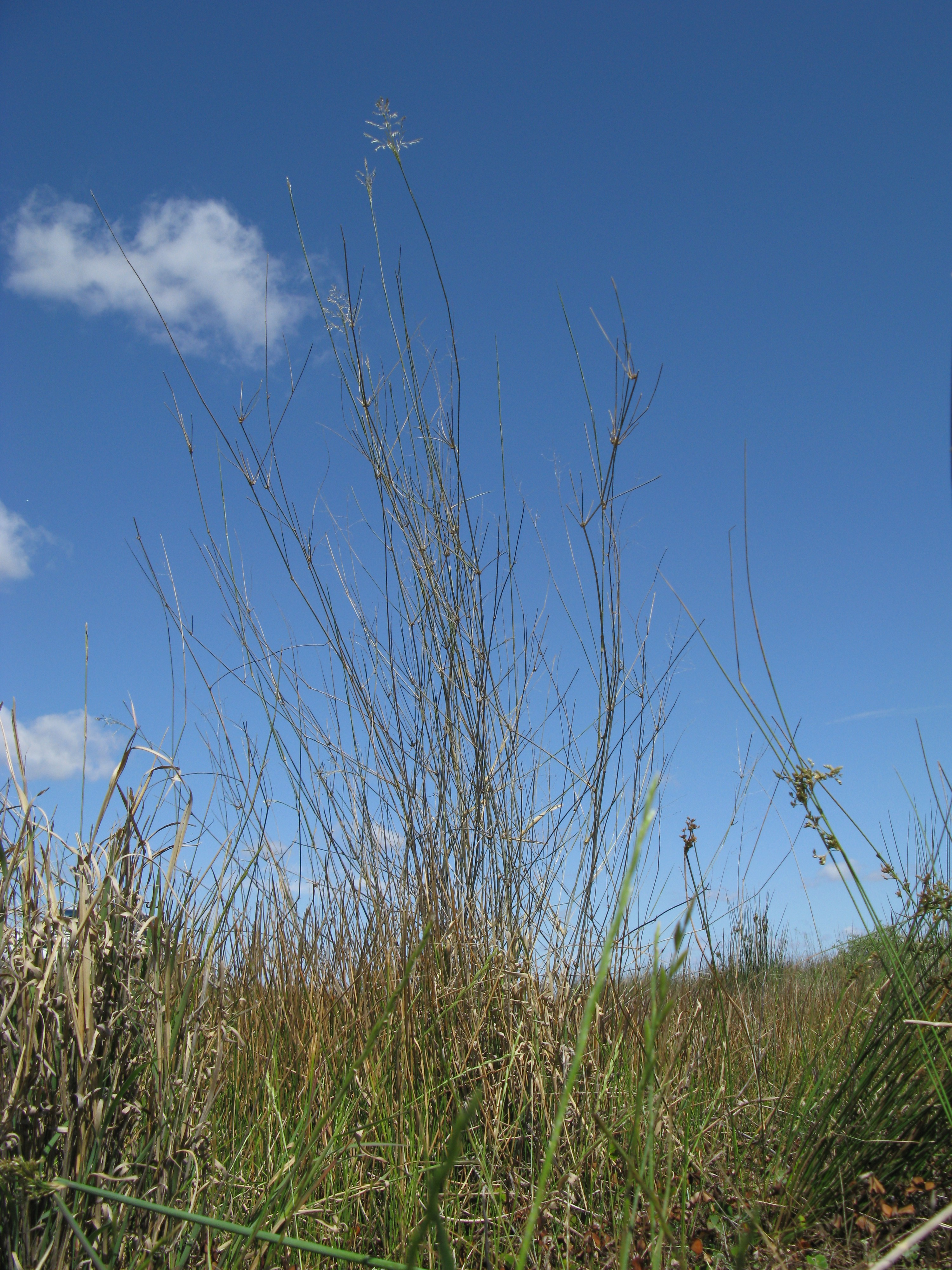
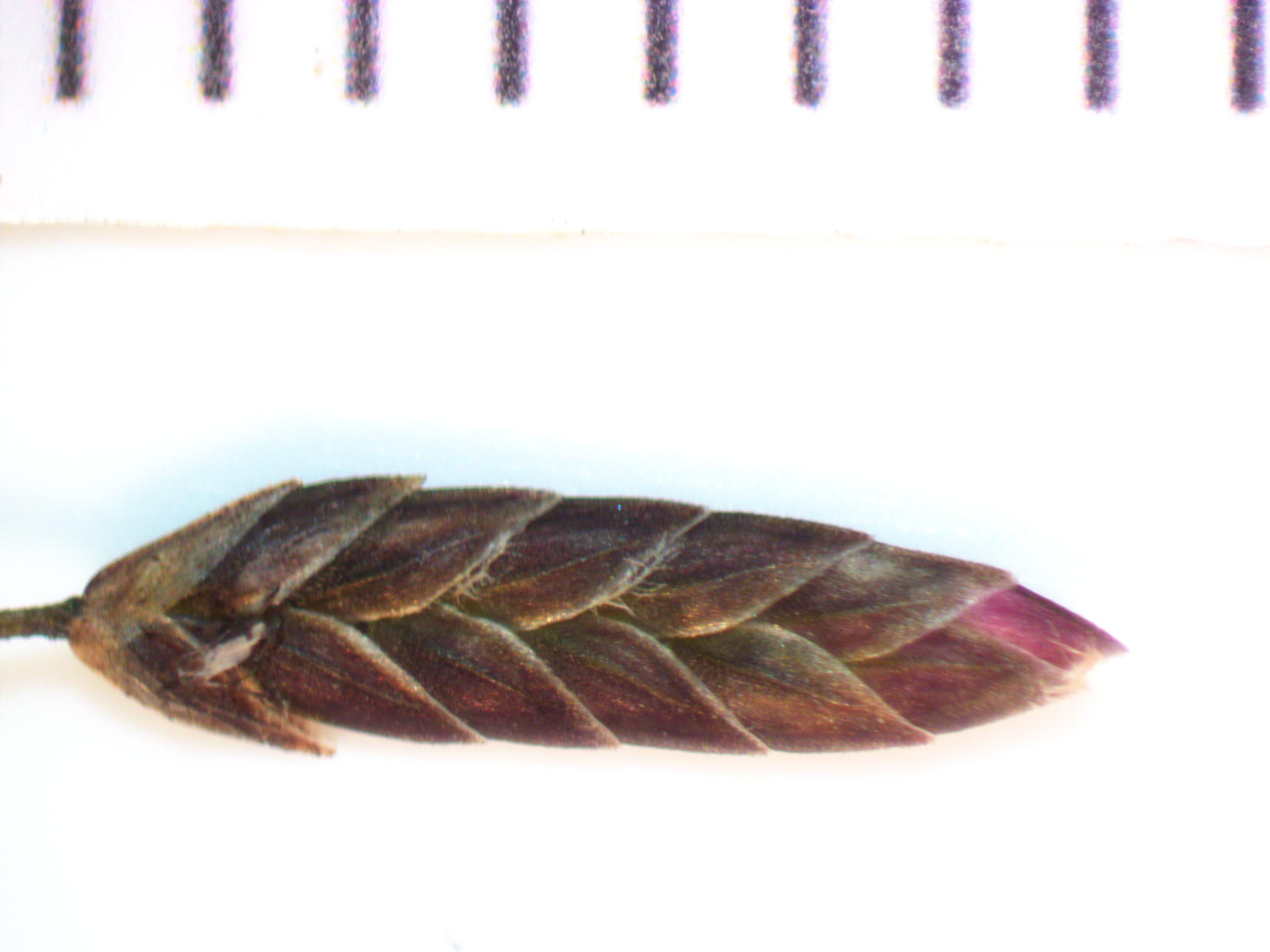